# Wallis- och Futunaöarnas flagga

Wallis- och Futunaöarnas officiella flagga är Frankrikes flagga.

Wallis- och Futunaöarnas inofficiella flagga.

Variant av Wallis- och Futunaöarnas inofficiella flagga.

Wallis- och Futunaöarnas officiella flagga är Frankrikes flagga eftersom öarna är ett franskt territorium. 
Wallis- och Futunaöarnas inofficiella flagga är röd och har ett rött andreaskors i en vit ruta. Flaggan finns också i en alternativ variant med ett mantuanskt kors istället för andreaskors.
I officiella ärenden används den franska flaggan.